# Ботхейм, Эрик
Эрик Ботхейм (норв. Erik Botheim; род. 10 января 2000, Осло) — норвежский футболист, нападающий шведского клуба «Мальмё».

## Клубная карьера
Ботхейм — воспитанник клуба «Люн» из своего родного города. В 2015 году дебютировал за основной состав, в возрасте 15 лет. В октябре того же года в поединке против «Холмена» Эрик забил свой первый гол за «Люн». Летом 2016 года подписал контракт с «Русенборгом» и для получения игровой практики начал выступать за молодёжную команду. 31 мая 2017 года в поединке Кубка Норвегии против «Левангера» Эрик дебютировал за основной состав. 17 сентября в матче против «Волеренги» он дебютировал в Типпелиге, заменив во втором тайме Андерса Трондсена. В своём дебютном сезоне Ботхейм стал чемпионом страны. 7 июля 2018 года в поединке против «Тромсё» Эрик забил свой первый гол за «Русенборг». По итогам сезона он завоевал кубок и Суперкубок Норвегии, а также во второй раз стал чемпионом. 10 августа 2019 года в поединке против «Тромсё» Эрик сделал хет-трик.
Летом 2020 года для получения игровой практики Ботхейм был отдан в аренду в «Стабек». 19 июля в матче против «Олесунна» он дебютировал за новую команду. По окончании аренды Эрик вернулся в «Русенборг», но уже 15 февраля 2021 года договорился о взаимном расторжении своего контракта.
В 2021 году Ботхейм подписал соглашение с «Будё-Глимт». 9 мая в матче против «Тромсё» он дебютировал за новый клуб. В этом же поединке Эрик забил свой первый гол за «Будё-Глимт». В розыгрыше Лиги конференций против итальянской «Ромы» и софийского ЦСКА он забил 4 мяча. По итогам сезона Эрик в третий раз выиграл чемпионат и с 15 мячами стал лучшим бомбардиром команды.
22 декабря 2021 года Ботхейм перешёл в российский «Краснодар», подписав контракт на 3,5 года. Сообщалось, что за него заплатили около 8 млн евро. 18 мая 2022 года расторг контракт с «Краснодаром», так и не сыграв за клуб, что повлекло обращение российского клуба в Спортивный арбитражный суд.
В июле 2022 года Бутхейм перешел в «Салернитану» в качестве свободного агента.

## Международная карьера
В 2017 году в составе юношеской сборной Норвегии принял участие в юношеском чемпионате Европы в Хорватии. На турнире сыграл в матчах против команд Англии, Нидерландов и Украины.
В 2018 году в составе юношеской сборной Норвегии принял участие в юношеском чемпионате Европы в Финляндии. На турнире сыграл в матчах против команд Финляндии, Италии и Англии. В поединках против финнов и англичан забил по голу.
В 2019 году в составе юношеской сборной Норвегии Ботхейм принял участие в юношеском чемпионате Европы в Армении. На турнире он сыграл в матчах против Ирландии, Чехии и Франции. В поединке против ирландцев Эрик забил гол.

## Достижения
«Русенборг»
- Победитель Типпелиги (2) — 2017, 2018
- Обладатель Кубка Норвегии (1) — 2018
- Обладатель Суперкубка Норвегии (1) — 2018

 «Будё-Глимт»
- Победитель Типпелиги (1) — 2021

## Клубная статистика
| Выступление      | Выступление      | Лига | Лига | Кубки | Кубки | Еврокубки | Еврокубки | Прочие | Прочие | Всего | Всего |
| Клуб             | Сезон            | Игры | Голы | Игры  | Голы  | Игры      | Голы      | Игры   | Голы   | Игры  | Голы  |
| ---------------- | ---------------- | ---- | ---- | ----- | ----- | --------- | --------- | ------ | ------ | ----- | ----- |
| Русенборг        | 2017             | 3    | 0    | 2     | 0     | 1         | 0         | 0      | 0      | 6     | 0     |
| Русенборг        | 2018             | 6    | 1    | 2     | 3     | 4         | 0         | 1      | 0      | 13    | 4     |
| Русенборг        | 2019             | 7    | 3    | 3     | 2     | 2         | 0         | 0      | 0      | 12    | 5     |
| Русенборг        | 2020             | 3    | 0    | 0     | 0     | 0         | 0         | 0      | 0      | 3     | 0     |
| Русенборг        | Итого            | 19   | 4    | 7     | 5     | 7         | 0         | 1      | 0      | 34    | 9     |
| → Стабек         | 2020             | 15   | 0    | 0     | 0     | 0         | 0         | 0      | 0      | 15    | 0     |
| → Стабек         | Итого            | 15   | 0    | 0     | 0     | 0         | 0         | 0      | 0      | 15    | 0     |
| Будё-Глимт       | 2021             | 22   | 13   | 2     | 0     | 11        | 6         | 0      | 0      | 35    | 19    |
| Будё-Глимт       | Итого            | 22   | 13   | 2     | 0     | 11        | 6         | 0      | 0      | 35    | 19    |
| Всего за карьеру | Всего за карьеру | 56   | 17   | 9     | 5     | 18        | 6         | 1      | 0      | 84    | 28    |